# Saint-Étienne-Roilaye
Saint-Étienne-Roilaye é uma comuna francesa na região administrativa de Altos da França, no departamento de Oise. Estende-se por uma área de 7,96 km². Em 2010 a comuna tinha 311 habitantes (densidade: 39,1 hab./km²).